# Caviano
Caviano is een plaats en voormalige gemeente in het Zwitserse kanton Ticino, en maakt deel uit van het district Locarno.
Caviano telt 116 inwoners.
Caviano ligt aan de Riviera del Gambarogno, de steile oostkust van het Lago Maggiore, aan de Zwitsers-Italiaanse grens, 274 meter boven zeeniveau. Tot Caviano behoren Caviano, Scaiano, Dirinella (met de grenspost naar Italië) en Monti di Caviano.

## Geschiedenis
Op 25 november 2007 werd de fusie van de negen gemeenten aan de zuidoever van het Lago Maggiore door de stemgerechtigden goedgekeurd: Caviano, Contone, Gerra, Indemini, Magadino, Piazzogna, San Nazzaro, Sant'Abbondio en Vira gingen samen tot de nieuwe gemeente Gambarogno.